# 광포도
광포도(廣浦圖)은 부산광역시 서구, 동아대학교 석당박물관에 있는 조선시대의 그림이다. 2014년 1월 22일 부산광역시의 문화재자료 제73호로 지정되었다.

## 개요
광포는 함경남도 정평군과 함주군 사이에 있는 석호(潟湖)로 함경남도의 이름난 명승지로 알려진 곳이다. 1980년 1월 북한 천연기념물 제268호로 지정되었다. 해안의 융기와 퇴적작용에 의해 형성된 석호로 동해안의 석호 가운데 가장 규모가 크며, 광포강·다호천·봉대천 등 60여 개의 크고 작은 하천들이 흘러들며 장관을 이루고 있다.
이 작품은 대략 북서에서 동남 방향으로 바라본 광포 일대의 모습을 부감시의 방법으로 표현하였다. ‘미점’, ‘T’자형 소나무의 표현 등 작품에 표현된 정선의 화풍으로 인해 정선의 그림으로 알려지기도 했지만, 산세 표현에 많이 보이는 짧고 가는 선들의 표현, 매우 조심스럽게 구사된 점획과 선묘의 표현은 이를 매우 활달하게 구사하는 정선의 화풍과는 뚜렷이 구분된다.
이 작품은 실경산수화이지만 실경을 사실적으로 그린 그림이 아니라 관념산수화적 요소가 삽입되고 문인화풍으로 그려진 그림이라는 점에서 조선 후기에 크게 유행한 실경산수화 제작 관행에서 매우 특별한 사례로 평가될 수 있는 작품이다.

## 같이 보기
- 광포

## 참고 자료
- 광포도 - 국가유산청 국가유산포털